# Мунгён
Мунгён (кор. 문경시?, 聞慶市?, Mungyeong-si) — город в провинции Кёнсан-Пукто, Южная Корея.

## История
Местность, в которой сейчас расположен Мунгён, принадлежала племенным объединениям Кынгигук и Хорогук в эпоху Чинхан. Во время Трёх царств территория находилась в составе Силла. Тогда здесь располагались районы (хёны) Кванмун и Кахэ. В 1390 году после очередной административной реформы был образован уезд Мунгён. Статус города был получен в 1995 году.

## География
Мунгён расположен в юго-восточной части Южной Кореи, на северо-западе провинции Кёнсан-Пукто. На востоке граничит с Ечхоном, на юге — с Санджу, на западе — с Квесаном и на севере с Чечхоном, Чхунджу и Таняном. Местность преимущественно холмистая. Климат — муссонный, среднегодовая температура — 10,9℃, среднегодовое количество осадков — 1319,6 мм.

## Туризм и достопримечательности
Мунгён — место, где расположено множество древних буддийских и конфуцианских храмов и монастырей средневековья (династии Силла, Корё и Чосон), среди которых Кимёнса, Тэсынса и Понъамса. Культурное наследие этих мест сохранено и сейчас доступно туристам. Кроме того, в городе есть два больших парка, несколько библиотек и музеев. В Мунгёне сильны гончарные традиции.
Между городами Мунгён и Квесан располагается перевал Мунгёнсэджэ, использовавшийся еще во времена династии Чосон.

## Спорт
Со 2 по 11-е октября 2015 года в Мунгёне проходили шестые Всемирные игры военнослужащих под эгидой Международного совета военного спорта. По количеству золотых и общих медалей первое место заняла команда военных из России.

## Символы
- Цветок: азалия
- Дерево: берёза Шмидта
- Животное: ястреб
- Маскот: Чхульсадонъи, конфуцианский учёный, символизирует богатые теологические традиции Мунгёна.

## Населённые пункты-побратимы
- Кванджин, Сеул, Республика Корея